# Gámer
Gámer är en ukrainsk och ryskspråkig film från 2011. Det är Oleg Sentsovs långfilmsdebut och skildrar en ung dataspelsfanatiker i en ukrainsk småstad. Filmen visades 2012 på Rotterdam International Film Festival, São Paulo International Film Festival, Fukuoka International Film Festival samt på Cinedays Film Festival i Makedonien.

## Medverkande
- Vladislav Zjuk som Lyosja
- Alexander Fedotov som Bur
- Zjanna Biryuk som Lyosjas mor